# Jackie (2016)
Jackie é um filme chileno-franco-estadunidense de 2016, do gênero drama biográfico, dirigido por Pablo Larraín e escrito por Noah Oppenheim. O filme é estrelado por Natalie Portman como a personagem-título, Jackie Kennedy, seguindo sua vida após o assassinato de seu marido em 1963. Também integram o elenco do filme Peter Sarsgaard, Greta Gerwig, Billy Crudup e John Hurt.
A produção foi selecionada para competir pelo Leão de Ouro no 73º Festival Internacional de Cinema de Veneza e foi lançado nos Estados Unidos em 2 de dezembro de 2016 pela Fox Searchlight Pictures. O lançamento nos cinemas de Portugal aconteceu em 9 de fevereiro de 2017, e no Brasil, em 2 de março de 2017 pela Diamond Films.

## Enredo
O filme apresenta Jackie Kennedy, primeira-dama na Casa Branca dos Estados Unidos, e sua vida durante os quatro dias que se seguiram ao assassinato de seu marido, o presidente John F. Kennedy, em 22 de Novembro de 1963. A história se concentra na entrevista do jornalista Theodore H. White, da revista Life, com a viúva em Hyannis Port, Massachusetts.

## Elenco
- Natalie Portman … Jackie Kennedy
- Peter Sarsgaard … Robert F. Kennedy
- Greta Gerwig … Nancy Tuckerman
- Billy Crudup … Theodore H. White
- John Hurt … Padre Richard McSorley
- Max Casella … Jack Valenti
- Beth Grant … Lady Bird Johnson
- Richard E. Grant … William Walton
- Caspar Phillipson … Presidente John F. Kennedy
- John Carroll Lynch … Presidente Lyndon B. Johnson
- Julie Judd … Ethel Kennedy
- Brody and Aiden Weinberg … John F. Kennedy, Jr.
- Sunnie Pelant … Caroline Kennedy
- Sara Verhagen … Mary Barelli Gallagher
- Georgie Glen … Rose Kennedy
- Rebecca Compton … Nellie Connally

## Recepção
No agregador de críticas Rotten Tomatoes, que categoriza as opiniões apenas como positivas ou negativas, o filme tem um índice de aprovação de 87% calculado com base em 348 comentários dos críticos. Já no agregador Metacritic, com base em 52 opiniões de críticos que escrevem em maioria para a imprensa tradicional, o filme tem uma média aritmética ponderada de 81 entre 100, com a indicação de "aclamação universal."